# Beartooth

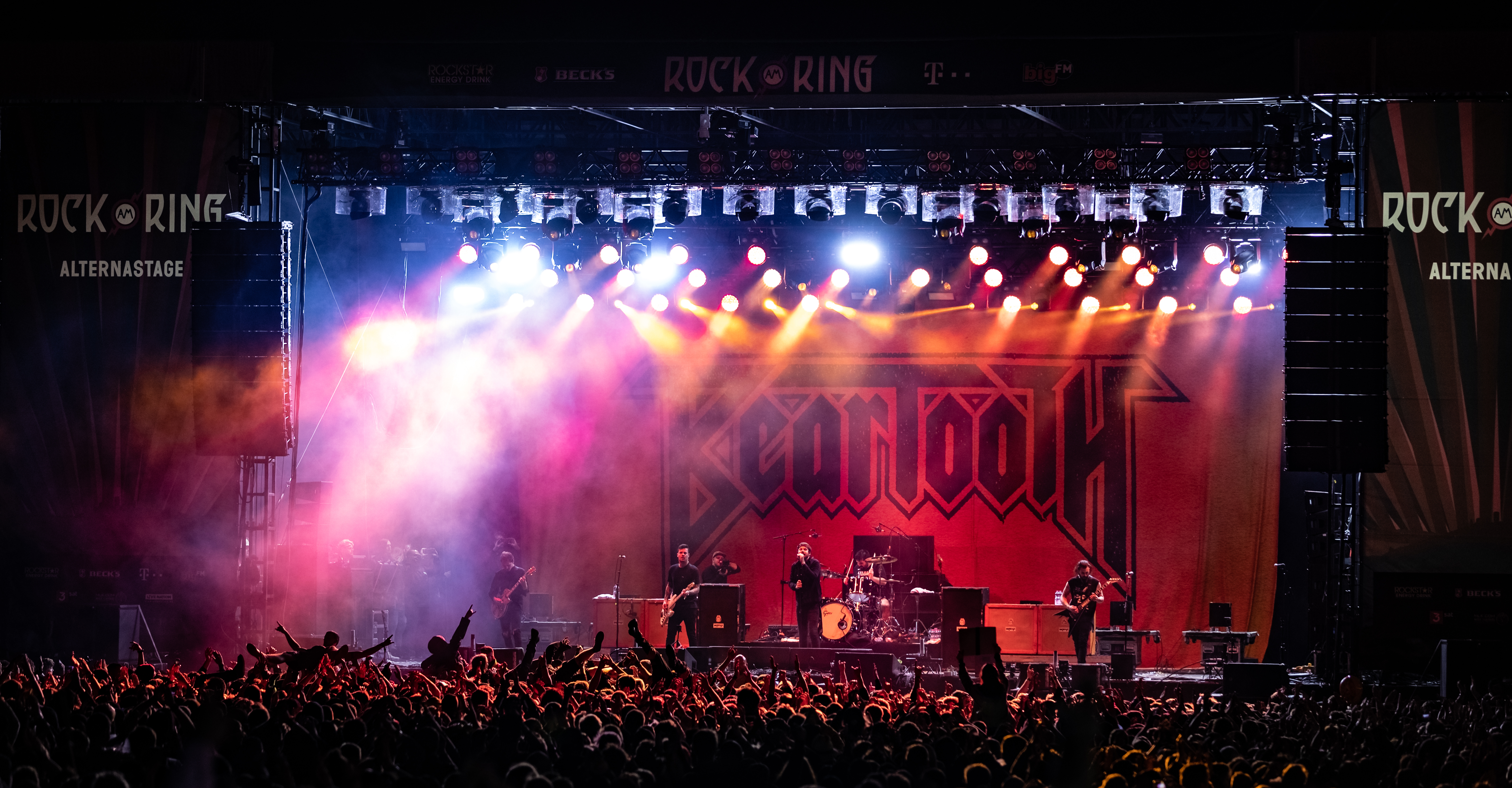
Beartooth

Beartooth is een  metalcoreband die ontstaan is in 2012 in Columbus, Ohio.
De band rond Caleb Shomo (ex Attack!Attack!) bracht op 26 juli 2013 de eerste ep Sick uit. De eerste langspeler Disgusting kwam uit op 10 juni 2014. Aggressive werd uitgebracht op 3 juni 2016.
De band speelde op Graspop, Jera On Air, Reading + Leeds. In 2015 trad de band op als voorprogramma van Bring Me the Horizon.

## Discografie
Studioalbums
- Disgusting (2014)
- Aggressive (2016)
- Disease (2018)
- Below (2021)
- The Surface (2023)

Ep's
- Sick (2013)
- B-Sides (2016)
- The Blackbird Session (2019)